# Aonyōbō
Aonyōbō (青女房, , trad. « demoiselle d'honneur bleue ») est un fantôme féminin du folklore japonais. Elle prend la forme d'une femme qui se maquille les dents en noir. Elle est connue pour hanter le palais impérial abandonné.

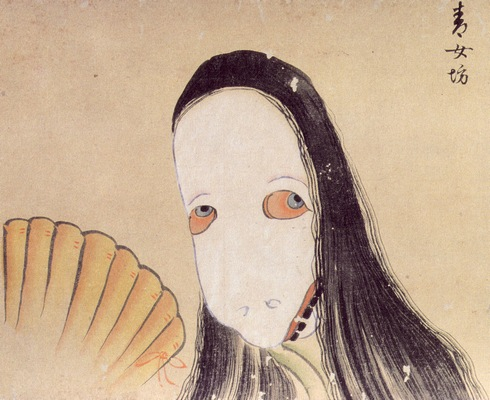
Illustration de laonyōbō.

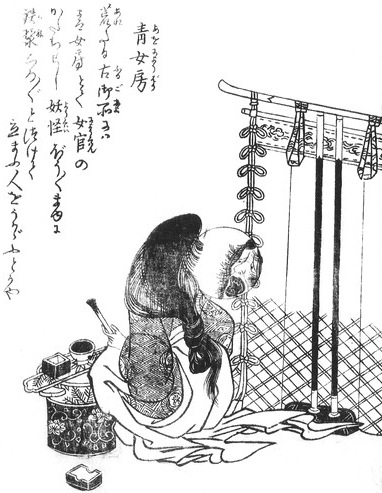
Illustration de laonyōbō par Toriyama Sekien.

Elle hante les endroits comme les ruines, les demeures et les palais abandonnés. 
Elle a la peau blanche d'une noble, avec des sourcils tracés au feutre fin, sauf que la beauté l'a quitté depuis longtemps. Les rides et les crasses causées par son habitat la rendent étrangement repoussante. 
Elle est vêtue de pleins de kimonos magnifiques autre-fois, mais qui sont maintenant rongés par les mites. 
Elle se nourrit de moisissures et de nourriture pourries, si ce n'est pas des humains.

## Sources
- (en) Liste des démons japonais sur le site Inuyasha: a feudal fairy tale
- Shigeru Mizuki (trad. du japonais par Satoko Fujimoto, Patrick Honnoré), Yôkai, Dictionnaire des monstres japonais, Volume 1 A-K, Boulogne, Pika Édition, 2008, 252 p. (ISBN 978-2-84599-812-4, BNF 41186966, présentation en ligne), p. 26